# 李覺先
李覺先（？—1639年），號天予，贵州鎮遠人，明朝政治人物、同進士出身。

## 生平
崇禎三年（1630年）庚午科貴州鄉試第十二名舉人，崇禎十年（1637年）登丁丑科進士三甲二十八名。户部觀政，曾任南直隶常州府宜興縣知縣，崇祯十二年卒於官。

## 家族
曾祖李时望，盧山知縣、告终养；祖李廷桢；父李寰，顺庆府教授。